# Psathyrostachys huashanica
Psathyrostachys huashanica är en gräsart som beskrevs av Keng f. och Pung Pen Chao Kuo. Psathyrostachys huashanica ingår i släktet Psathyrostachys och familjen gräs. Inga underarter finns listade i Catalogue of Life.